# Lisette Oropesa
Lisette Oropesa (New Orleans, 29 settembre 1983) è un soprano statunitense di origini cubane.

## Biografia
Ha debuttato alla Metropolitan Opera House nel 2006, in un allestimento dell'Idomeneo con la direzione di James Levine. L'anno successivo interpreta Susanna per cinque repliche nelle Nozze di Figaro, sempre al Met, con la regia di Jonathan Miller ed Erwin Schrott nel ruolo di Figaro.
Ha recitato con successo in diversi altri allestimenti del Met, tra cui La rondine (2008), Der Ring des Nibelungen (2009), L'oro del Reno (2010), Orfeo e Euridice (2011), Falstaff (2013) e Rigoletto nel ruolo di Gilda nel 2012. Nel 2017 fa il suo debutto alla Royal Opera House di Londra nell'allestimento di Lucia di Lammermoor diretto da Katie Mitchell. Nella stagione 2018-2019 del Teatro alla Scala è interprete di Amalia ne I masnadieri di Giuseppe Verdi.
Nel febbraio 2021, al Teatro dell'Opera di Roma, interpreta la parte di Violetta ne La traviata, diretta da Daniele Gatti, con la regia di Mario Martone. Nell'aprile 2023 canta alla Scala nel ruolo eponimo in Lucia di Lammermoor, accanto a Juan Diego Flórez e sotto la direzione di Riccardo Chailly. 

## Repertorio
| Ruolo                     | Titolo                        | Autore      |
| ------------------------- | ----------------------------- | ----------- |
| Giulietta                 | I Capuleti e i Montecchi      | Bellini     |
| Amina                     | La sonnambula                 | Bellini     |
| Elvira                    | I puritani                    | Bellini     |
| Leila                     | Les Pêcheurs de perles        | Bizet       |
| Lucia Ashton              | Lucia di Lammermoor           | Donizetti   |
| Maria Stuarda             | Maria Stuarda                 | Donizetti   |
| Marie                     | La Fille du régiment          | Donizetti   |
| Norina                    | Don Pasquale                  | Donizetti   |
| Amore Euridice            | Orfeo ed Euridice             | Gluck       |
| Cleopatra                 | Giulio Cesare in Egitto       | Händel      |
| Rodelinda                 | Rodelinda                     | Händel      |
| Alcina                    | Alcina                        | Händel      |
| Romilda                   | Serse                         | Händel      |
| Theodora                  | Theodora                      | Händel      |
| Fata della Rugiada Gretel | Hänsel und Gretel             | Humperdinck |
| Manon                     | Manon                         | Massenet    |
| Sophie                    | Werther                       | Massenet    |
| Isabelle                  | Robert le Diable              | Meyerbeer   |
| Marguerite de Valois      | Les Huguenots                 | Meyerbeer   |
| Ismene                    | Mitridate, re di Ponto        | Mozart      |
| Ilia                      | Idomeneo                      | Mozart      |
| Konstanze                 | Die Entführung aus dem Serail | Mozart      |
| Susanna                   | Le nozze di Figaro            | Mozart      |
| Pamina                    | Die Zauberflöte               | Mozart      |
| Lisette                   | La rondine                    | Puccini     |
| Suor Osmina               | Suor Angelica                 | Puccini     |
| Hébé Zima                 | Les Indes galantes            | Rameau      |
| Donna Fiorilla            | Il turco in Italia            | Rossini     |
| Rosina                    | Il barbiere di Siviglia       | Rossini     |
| Adina                     | Adina                         | Rossini     |
| Ophélie                   | Hamlet                        | Thomas      |
| Amalia                    | I masnadieri                  | Verdi       |
| Gilda                     | Rigoletto                     | Verdi       |
| Violetta Valery           | La traviata                   | Verdi       |
| Nannetta                  | Falstaff                      | Verdi       |
| Woglinde                  | Das Rheingold                 | Wagner      |
| Waldvogel                 | Siegfried                     | Wagner      |
| Woglinde                  | Götterdämmerung               | Wagner      |